# 軍部 (日本)
军部（日语：／ gunbu）从最广义上讲，是指国家的整体武装力量。“军部”一词也常用于讨论军队与文职政府的关系，如军方的干预、军事政变推翻文官政府、文民統制等政军关系有关事情。狹義上來說，军部則通常指大日本帝国的军部。

## 日本
日本的军部狭义上指太平洋战争前的旧日本军（陆军及海军）的上层组织，即陆军省、海军省、陆军总参谋部、海军军令部等。（日本战后才建立空军，即航空自衛隊）
太平洋战争前期，日本军部的制度前提是军部的独立性和统帅权，大日本帝国宪法第11条保证了军部独立于政府、军部大臣由现役武官担任以及帷幄上奏等制度。日本还规定了从军校（日本陆军大学校等）选拔和培训干部的制度。
历史学家三宅正树认为，军部因陆海军独立性的提高而获得实质，并成为了压倒政党政治家、官僚和重臣等文官的政治力量，而“军部”一词最初也被文官势力用来表示不满和批评。
日共领导人野坂参三认为军部在以法西斯主义方式巩固天皇制中起到了先锋的作用（特别是下层的少壮派军官），并将其称之为“军部法西斯主义”。
二战日本战败后，日本的防务部队自卫队在制度和事实上都由文职人员控制，因此自卫队至少不太可能像太平洋战争前期时的日本军队那样进行政治干涉甚至政变。

## 其他地區
在日本之外，很难找到适合用这个词的地方，普魯士的军官团可能是最接近这个词的。历史学家爱德华·德雷（Edward Drea）指出，日本军部是“结合本土武士道精神与普鲁士军事技术的独特产物”，并借鉴了普鲁士的军事独立性原则。
塞缪尔·亨廷顿早期对政军关系的研究侧重于现代军官队伍的专业特质，重点关注：（1）对暴力的垄断的管理和运营部门的専业技術性，（2）国家军事安全保证的责任性， (3) 作为特殊职业有别于社会的团体性。

## 脚注
1. ↑  小項目事典, デジタル大辞泉,精選版 日本国語大辞典,改訂新版 世界大百科事典,百科事典マイペディア,ブリタニカ国際大百科事典. . コトバンク.   [2024-11-01]. （原始内容存档于2024-07-21） （日语）.
2. ↑  . www.ndl.go.jp.   [2023-06-24]. （原始内容存档于2023-08-16） （日语）.
3. ↑  俞天任. . 中国. : 13–16.
4. ↑  三宅正樹. . 日本: 第一法規. 1983: 10.
5. ↑  野坂参三. .  战时篇. 北京: 人民出版社（日文原版：日本共产党中央委员会出版部）. 1963-2: 76 [1962]. CSBN 3001·762.
6. ↑  . 北京娱乐信报. 2005-11-27  [2025-03-02] （中文（中国大陆））.
7. ↑  Edward J. Drea. . 堪萨斯州: 堪萨斯大学出版社. 2009. ISBN 978-0700616633.
8. ↑  Huntington, Samuel P. . 1964: Cambridge University Press. 1957: 25. （原始内容存档于2024）.

## 关联条目
- 軍事政权
- 軍閥